# Michalis Mouroutsos
Michalis Mouroutsos (griechisch Μιχάλης Μουρούτσος, auch Michail Mouroutsos; * 29. Februar 1980 in Athen) ist ein ehemaliger griechischer Taekwondoin und Olympiasieger. Er startete in der Gewichtsklasse bis 58 Kilogramm.

## Karriere
Mouroutsos bestritt ab 1997 internationale Kämpfe. Seine größten Erfolge feierte im Jahr 2000. Zunächst sicherte er sich den Titel bei den Europameisterschaften und wurde kurz darauf in Sydney Olympiasieger. Im Finalkampf um Gold bezwang er Gabriel Esparza mit 4:2. Seine besten Ergebnisse bei Weltmeisterschaften waren das Erreichen des Viertelfinals 2003 und 2005. Bei den Olympischen Spielen 2004 in seiner Geburtsstadt Athen erreichte er ebenfalls das Viertelfinale, in dem er Tamer Bayoumi mit 2:8 unterlag. Seine letzte internationale Turnierteilnahme absolvierte er 2008.